# Elaeagnus jiangxiensis
Elaeagnus jiangxiensis är en havtornsväxtart som beskrevs av C. Yung Chang. Elaeagnus jiangxiensis ingår i släktet silverbuskar, och familjen havtornsväxter. Inga underarter finns listade i Catalogue of Life.